# Tzoonie River
Tzoonie River är ett vattendrag i Kanada.   Det ligger i provinsen British Columbia, i den sydvästra delen av landet, 3 600 km väster om huvudstaden Ottawa.
I omgivningarna runt Tzoonie River växer i huvudsak barrskog. Runt Tzoonie River är det mycket glesbefolkat, med 3 invånare per kvadratkilometer.